# Hugo Junkers
Hugo Junkers (født 3. februar 1859 i Rheydt, død 3. februar 1935 i Gauting) var en tysk ingeniør mest kendt for flyene produceret på flyfabrikken Junkers, der er opkaldt efter ham.